# ماثياس سوبيرغ
ماثياس سوبيرغ هو لاعب هوكي الجليد سويدي، ولد في 15 سبتمبر 1988 في Finja ‏ في السويد.

## وصلات خارجية
- ماثياس سوبيرغ على موقع EliteProspects.com (الإنجليزية)
- ماثياس سوبيرغ على موقع HockeyDB.com (الإنجليزية)